# Body Contact
Body Contact és una pel·lícula de l'any 1987 dirigida per Bernard Rose. La seva banda sonora va anar a càrrec de Rick Fenn i Nick Mason. La BBC el va retirar dels festivals i va ajornar la seva projecció televisiva després de la massacre de Hungerford.

## Argument
La pel·lícula és un musical de rock ambientat en el futur, al voltant de les ciutats de Tottenham i Hackney. El taxista, Smiley, ajuda a la bella Dominique Renoir, que fuig del seu xicot, un membre violent de la màfia.